# Луна 1959А
Луна 1959A, (Луна Е-1 № 5) или Е-1А № 1, означавана още и като Луна 2А е съветски космически апарат, унищожен при провал в изстрелването през 1959 г. Сондата е част от космическа програма Луна, която има за цел изучаване на Луната. Сондата е първата от общо два космически апарати от тип Е-1А. Целта на Луна 1959А е сблъсък с повърхността на Луната, като по този начин стане първия обект с човешки произход достигнал лунната повърхност.
Мисията включва изпускането на малък облак от натрий след достигането на Лунната повърхност, което да създаде „натриева комета“, която може да се види от Земята.
Луна 1959А е изстреляна с ракета-носител Луна 8К72 I-7 от космодрума Байконур, стартова площадка 1/5. Сто и петдесет и три секунди след изстрелването ракетата-носител е разрушена, а заедно с нея и космическата сонда.